# Friedrich Albert Lessel
Friedrich Albert Lessel (en polonais : Fryderyk Albert Lessel ; né en 1767 à Dresde et décédé le 15 mars 1822 à Varsovie) est un architecte saxon ayant vécu à la fin de la république des Deux Nations et pendant les partages de la Pologne. Il a œuvré principalement dans la capitale, Varsovie. D'un point de vue stylistique, ses constructions résultaient souvent d'une combinaison d'éléments empruntés au classicisme et au style néo-Renaissance.

## Biographie
Après avoir achevé ses études d'architecture, Lessel a travaillé comme architecte à Varsovie, d'abord sous Johann Christian Kamsetzer. En 1791, il reçoit du roi Stanislas II son diplôme d'architecte. Il fait un séjour en Italie, mais revient à Varsovie en 1804. Par la suite, il devient architecte très actif dans la région de Mazovie et de la Grande-Pologne. À partir de 1804, il est nommé officiellement architecte titulaire à Varsovie.

## Travaux remarquables
Friedrich A. Lessel est impliqué dans l'importante rénovation de résidences de magnats à Varsovie, maquée par un style néo-classique. Son réaménagement du Palais Bleu dans la rue Senatorska est considéré comme étant d'une architecture remarquable. Jarosław Zieliński voit ici les prémices du courant minimaliste formiste du début des années 1920.
En plus de l'exécution de travaux pour de riches familles de la noblesse, Lessel construit aussi des immeubles pour la nouvelle bourgeoisie de la ville, la plupart dans les rues Miodowa et Nowy Świat. Il a construit un bâtiment particulièrement attrayant pour Karol Burger, un cadre supérieur de la poste suisse. Malgré son emplacement dans la ligne des maisons sur le site fréquenté de Nowy Świat, l'immeuble d'appartements à trois étages présentait un avant-corps central conçu comme un portique monumental, dont les six colonnes étaient placées directement devant les deuxième et troisième étages.
À l'occasion de la visite du tsar russe (puis roi de Pologne) Alexandre Ier à Varsovie en 1815, il dessina les décorations de bienvenue.

## Vie privée

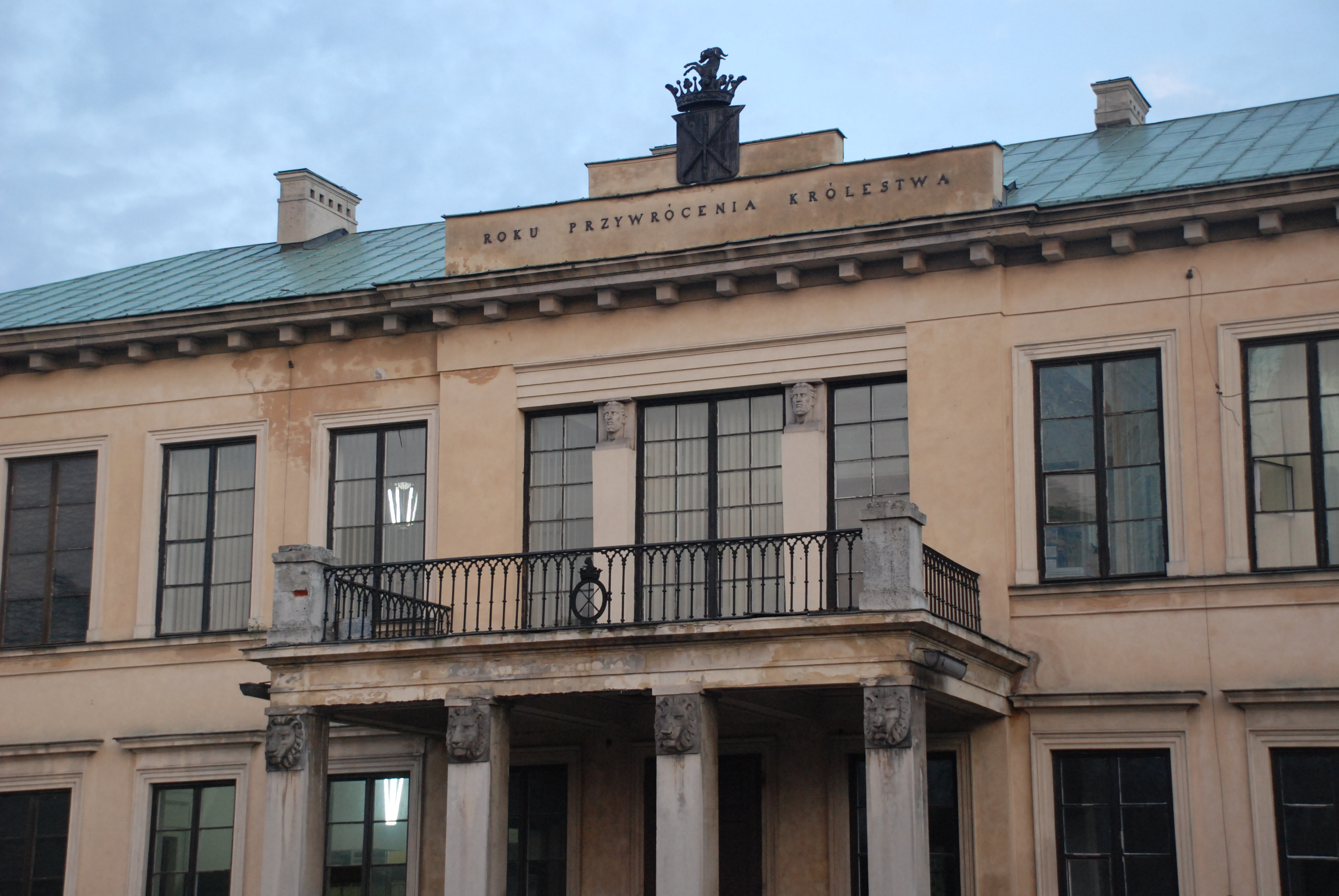
Le Palais Bleu de Varsovie, un bâtiment exceptionnel sur le plan architectural. L'inscription au-dessus du discret avant-corps indique : « En l'année de la restauration du royaume » (en polonais : « Roku Przywrócenia Królestwa »).

Friedrich A. Lessel épousa Chrystiana-Katarzyna Leppigé le 14 octobre 1800. Le couple eut cinq enfants. L'un des fils était l'architecte Józef Grzegorz Lessel (pl), qui travaillait également à Varsovie. Leur fille Anna Krystyna Marianna (1811-1878) épouse le médecin Jan Alfons Brandt, dont le fils est le peintre Józef Brandt. Une autre de leurs filles, Aniela Amelia (1814-1856), était mariée au docteur Adam Bogumił Helbich (pl).

## Ouvrages
- Dans les années 1790, participation - outre Enrico Marconi et Johann Christian Kamsetzer - à la construction du palais Tyszkiewicz (pl) ;
- En 1805, agrandissement et reconstruction du Palais Branicki ;
- En 1806, reconstruction du Przeździecki-Palast, aujourd'hui hôtel Le Regina ;
- De 1806 à 1808, reconstruction du palais Młodziejowski pour Feliks Potocki (pl) ;
- De 1806 à 1809, Palais Walicki, Ulica Rymarska 2/4 angle rue Senatorska (n° 44) (sur la place Bankowy ; détruit pendant la guerre, non reconstruit) ;
- En 1812, reconstruction du palais Szaniawski (pl) ;
- Reconstruction de base 1812-1815 du Palais Bleu pour Stanisław Kostka Zamoyski (pl) ;
- De 1817 à 1819, transformation de l'ancien palais Jabłonowski en mairie de Varsovie ;
- En 1820, immeuble d'habitation de Karol Burger à Nowy Świat (n° 35). Aujourd'hui, la célèbre confiserie de Varsovie « Blikle » est située dans le bâtiment reconstruit après la guerre.